# Rooms-Katholieke begraafplaats Nieuw-Ginneken
De Rooms-Katholieke begraafplaats Nieuw-Ginneken is een begraafplaats, gelegen aan de Dorpstraat in het voormalige Nederlandse dorp Nieuw-Ginneken, nu een deel van het dorp Ulvenhout (provincie Noord-Brabant). De begraafplaats maakt deel uit van de parochie Sint-Laurentius. Ze heeft een oppervlakte van 3.200 m² en wordt deels omgeven door een metalen hekwerk en een haag. De toegang bestaat uit een dubbel metalen traliehek tussen gietijzeren zuilen. 
Op de begraafplaats staat een gedenkteken voor de slachtoffers uit de Tweede Wereldoorlog en de onafhankelijkheidsoorlog in Indonesië.
Centraal staat een groot kruis waaronder de graven liggen van twee voormalige priesters van de parochie, nl.: Jacobus Joossen en Ludovicus Adrianus Fick, beiden begin vorige eeuw overleden.
De begraafplaats wordt niet meer gebruikt.

## Brits oorlogsgraf
Op de begraafplaats ligt het graf van Anthony Flanaghan, soldaat bij het Lincolnshire Regiment. Hij diende onder het alias F. Kelly en sneuvelde op  30 oktober 1944 in de leeftijd van 25 jaar. Zijn graf wordt onderhouden door de Nederlandse Oorlogsgravenstichting in opdracht van de Commonwealth War Graves Commission alwaar het geregistreerd staat onder Nieuw Ginneken (Ulvenhout) Roman Catholic Cemetery.